# 캐서린의 탈출
"캐서린의 탈출"은 1974년 공개된 대한민국의 영화이다.

## 배역
- 신영균
- 최지희
- 존 아일랜드
- 아니타 에드버그
- 빅타 보오노
- 박경철
- 지용남
- 김해성
- 권오상
- 고재대
- 박영수
- 최삼
- 임해림